# Christian Curtze
Henrich Christian Curtze (* 16. Mai 1773 (Taufe) in Korbach; † 26. November 1827 in Helmscheid) war ein deutscher Landwirt und Politiker.

## Leben
Curtze war der Sohn des Hutmachers und Bürgermeisters Franz Adolph Curtze (* 25. März 1738 in Korbach; † 6. April 1810 ebenda) und dessen Ehefrau Johannette Friederike geborene Schreiber (* 18. November 1740 (Taufe) in Adorf; † 22. September 1804 in Korbach), die Witwe des Fürstlichen Hof-Lohgerber Johann Friedrich Brümme und Tochter des Besitzers des Schreiberschen Stammguts Johannes Schreiber (vulgo Untersten-Schreiber) und der Catharina Julia Tewes (Tebeß). Er war evangelisch und heiratete am 26. Dezember 1807 in Helmscheid Johanna Philippine Louise Beck (* 31. August 1784 in Kohlgrund; † 15. Oktober 1820 in Helmscheid), die Tochter des Oberförsters Philipp Ludwig Beck und der Henriette Louise geborene Bunte. Nach dem Tod der ersten Ehefrau heiratete er am 3. März 1822 in zweiter Ehe in Helmscheid Christiane Margarethe Friederike Leusmann (* 3. Januar 1781 in Korbach; † 7. März 1847 in Helmscheid), die Tochter des Chirurgen und Ratsmanns Johann Georg David Leusmann und der Johanna Gertrud Hampe.
Die Tochter aus erster Ehe Maria Sabine Curtze heiratete den Landstand Friedrich Schultze, die Tochter aus erster Ehe Christiane Catharine Carolina Curtze den Landstand Wilhelm Grebe. Carl Curtze war ein Neffe, Daniel Schreiber und Carl Schreiber waren Cousins.
Curtze besuchte von 1781 (Septima) bis 1787 (Quinta) das Landesgymnasium Korbach. Danach lebte er als Landwirt in Helmscheid. Im Jahr 1816 war er gewählter Kürgenosse von Helmscheid. Im Jahr 1827 bat er krankheitshalber, einen anderen Bauernlandstand zum Deputierten zu wählen. Von (Frühjahr) 1817 bis zu seinem Tod am 26. November 1827 war er Mitglied des Landstandes des Fürstentums Waldeck. Er wurde für den Bauernstand im Oberjustizamt des Eisenbergs gewählt.